# 馬自達Spiano
馬自達Spiano（日语：マツダ・スピアーノ）是由日本馬自達汽車公司委託鈴木汽車貼牌生產代工、貼上馬自達廠徽銘牌的輕型車，這款車是以鈴木Alto Lapin為基礎而開發出來的，僅在日本國內市場銷售。
關於車名「Spiano」來自於義大利文，意為「寬廣」。

## 歷史
長年以來馬自達和鈴木汽車之間存在著輕型車貼牌生產代工的協議，這款車是在2002年2月15日開始以鈴木Alto Lapin為基礎而開發的。以飯盒做為車型設計的發想，儀表板也以女性意識為出發點而設計，前期型的車頭進氣壩一樣做成馬自達車系家族特徵的五角盾形。
上市初期的動力方面，採自然進氣、最大馬力54hp的658c.c.直列三缸DOHC K6A型引擎；直到同年10月才追加渦輪增壓型引擎，最大馬力64hp。2006年四月進行小改款，改變車頭進氣壩的造型。
2008年九月因雙生車款鈴木Alto Lapin進行第二代的大改款，所以停產。

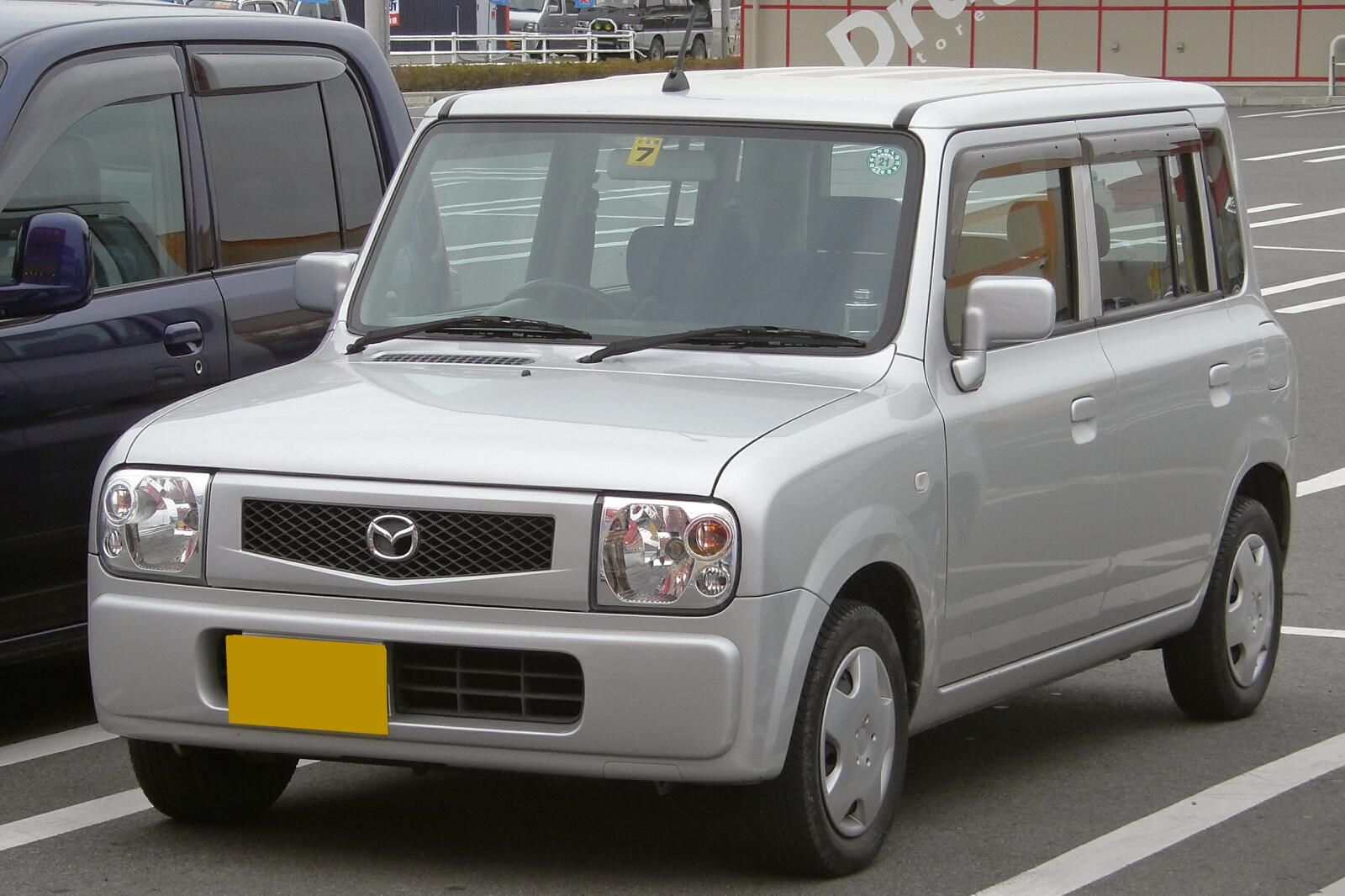
前期型車頭
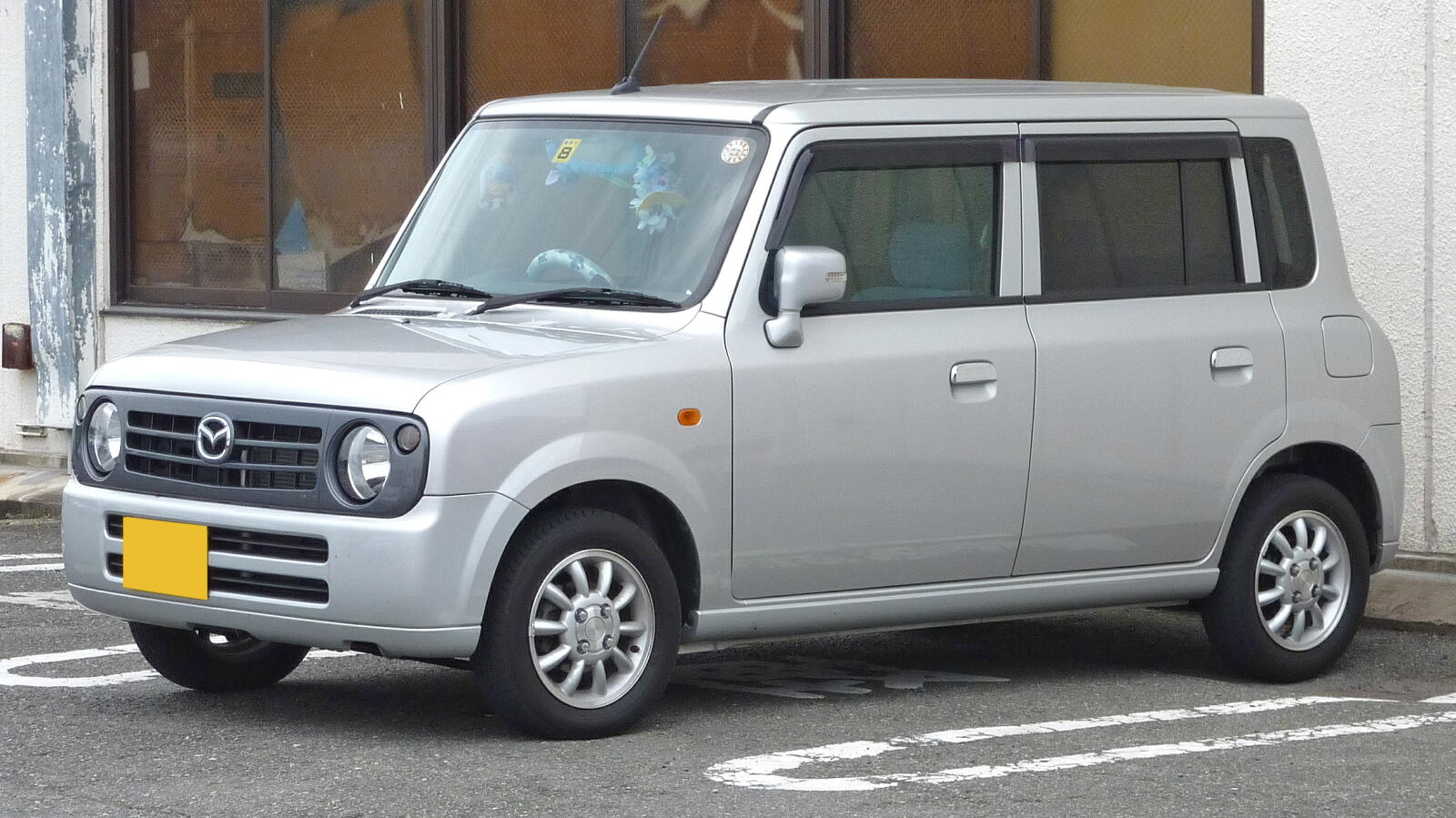
後期型車頭
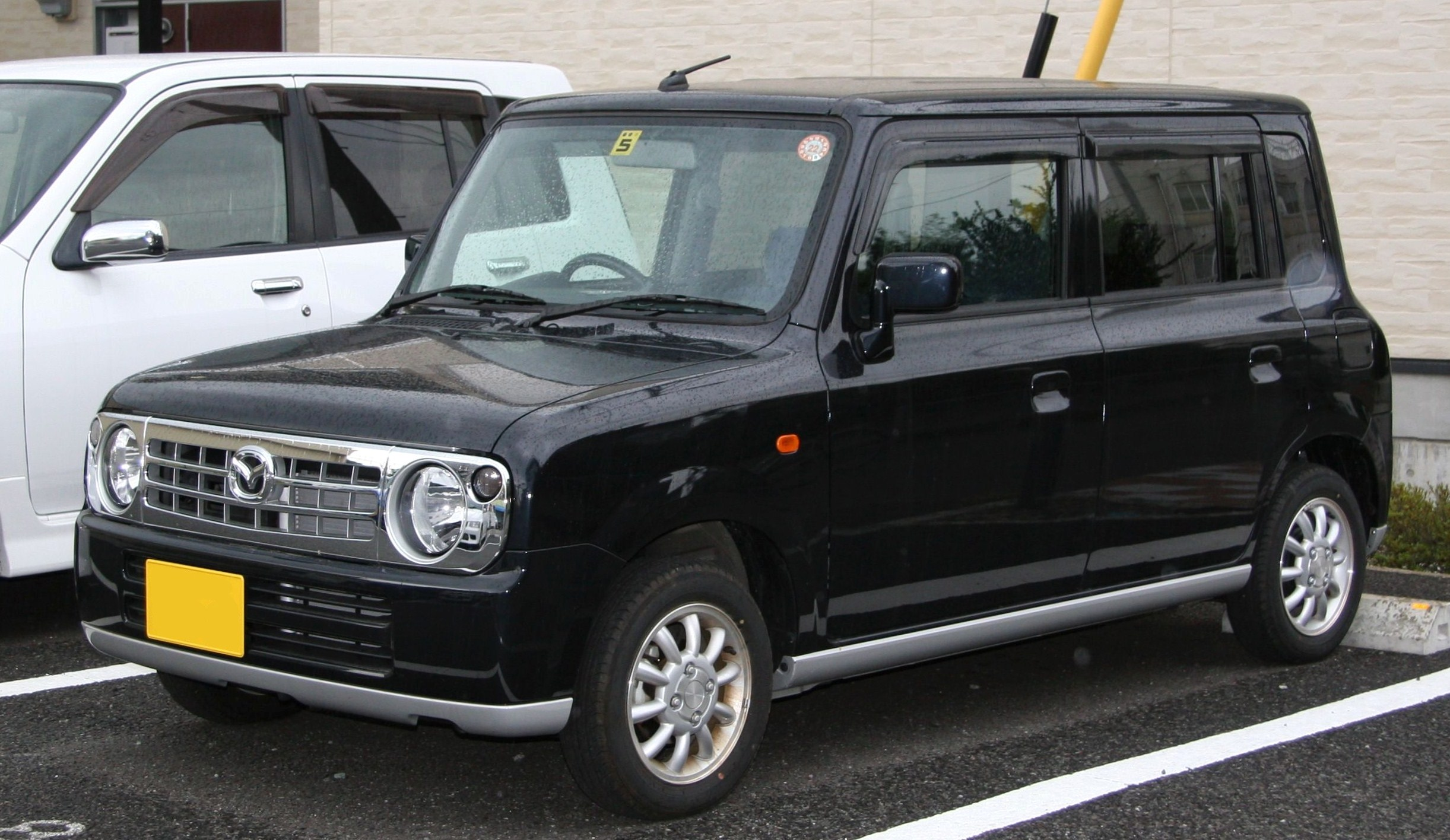
後期型車頭